# Otto Fränzle
Otto Fränzle (* 9. Dezember 1932; † 20. August 2009 in Preetz) war ein deutscher Geograph, Geologe, Ökologe, Toxikologe, Umweltchemiker und Geomorphologe.

## Karriere
Von 1953 bis 1958 besuchte Fränzle die Universität Bonn und studierte dort Geographie, Geologie und Bodenkunde. Daran anschließend wurde er zum Doktor der Naturwissenschaften promoviert. Der Titel seiner Dissertation lautete Glaziale und periglaziale Formbildung im östlichen Kastilischen Scheidegebirge (Zentralspanien). Im Jahre 1963 habilitierte er sich. Das Thema seiner Habilitationsschrift war Die pleistozäne Klima- und Landschaftsentwicklung der nördlichen Po-Ebene im Lichte bodengeographischer Untersuchungen.
Von 1964 an war Fränzle zwei Jahre bei der UNESCO in Paris tätig. 1967 wurde er zum außerordentlichen Professor für Physische Geographie und Länderkunde an der RWTH Aachen berufen. Dort gehörte er im Jahr 1968 zusammen mit vielen anderen Professoren der RWTH Aachen zu den Unterzeichnern des „Marburger Manifestes“, das eine akademische Front gegen die aufkommende Mitbestimmung an den Hochschulen bildete. Im Jahre 1970 übernahm er den Lehrstuhl für Geographie an der Christian-Albrechts-Universität zu Kiel.
Im Jahre 1978 veröffentlichte Fränzle zusammen mit Paul Müller und Heinz Ellenberg das sogenannte „Drei-Männer-Papier“. In diesem Beitrag zum damaligen Umweltforschungsplan des Bundesministers des Innern bereiteten die drei Autoren die Auflage eines nationalen Programms zur Ökosystemforschung vor.
In der Zeit von 1979 bis 1983 war Fränzle Präsident der Deutschen Quartärvereinigung (deutsche Sektion der INQUA). Von 1988 bis zum Jahr 1996 war er Sprecher des vom Bundesministerium für Forschung und Technologie sowie dem Land Schleswig-Holstein geförderten interdisziplinären Langzeitprojektes Ökosystemforschung im Bereich der Bornhöveder Seenkette. Von 1996 bis 2002 war Fränzle Sprecher des DFG-Graduiertenkollegs Integrative Umweltbewertung am Ökologie-Zentrum der Christian-Albrechts-Universität zu Kiel.